# 俺たちの明日
「俺たちの明日」（おれたちのあした）は、エレファントカシマシの34枚目のシングル。2007年11月21日に発売された。

## 概要
エレファントカシマシが東芝EMIからユニバーサルミュージックへと移籍した際の第一弾シングルである。
41歳になった宮本浩次が、昔や今の友達へ「どうだい？元気かい？がんばろうぜ！」と語りかける内容となっており、レーベル移籍と合わせ、グループにとって一つの転機となる作品になっている。宮本自身も「今の自分たちの等身大の曲が出来た」と語っている。楽曲自体は次シングル曲の「笑顔の未来へ」とともに2007年の早い時期に完成しており、ライブなどですでに何度も演奏されていた。11月という発売時期は戦略的に見計らって決められたという。
オルガンには元BO GUMBOSのDr.kyOnが「東京の空」以来、久々に参加している。プロデューサーを務めたYANAGIMANは、レコーディングの際「宇宙が見える!!」「宮本君、次の宇宙を見せてくれよ!」と言い放ったというエピソードがある。
ミュージック・ビデオの撮影は、横浜スタジアムの付近にあるビルの屋上で行われた。宮本は撮影にクレーンが使用されると聞いて期待に胸躍らせていたが、肝心なところでカメラが引いていくなど宮本とは息が合わなかったようである。
レーベル移籍後初のシングルということもあり、プロモーション活動も以前と比較すると積極的になった。
リリースと同時期に放送を開始したハウス食品の「ウコンの力」のCMソングに起用されており、翌年になっても断続的に使用されていた。CMに出演していた加藤浩次は、2008年10月7日放送の日本テレビの番組『誰も知らない泣ける歌』において本曲を「泣ける歌」として紹介しているほか、他の番組においても本曲を好きな曲として挙げている。また、加藤が司会を務めていた日本テレビの情報番組『スッキリ』では、最終回（2023年3月31日放送）にエレファントカシマシが出演し、番組の終盤に本曲を生演奏している。
2018年11月16日からは、メンバーゆかりの地である東京都北区赤羽にある東日本旅客鉄道（JR東日本）赤羽駅の5番線（湘南新宿ライン南行ホーム）において発車メロディとして使用されている。編曲は福嶋尚哉が手掛けた。
2019年には、TBSのテレビドラマ『集団左遷!!』（エレファントカシマシと同じくアミューズ所属の福山雅治主演）の主題歌として起用された。
2023年、2度目の紅白歌合戦出場となった『第74回NHK紅白歌合戦』でも本曲を披露した。

## 収録曲

### 通常盤
- CD

全作詞・作曲：宮本浩次
1. 俺たちの明日
編曲：YANAGIMAN、エレファントカシマシ
2. さよならパーティー
編曲：蔦谷好位置、エレファントカシマシ
3. 俺たちの明日 (Instrumental)
4. さよならパーティー (Instrumental)
5. 俺たちの明日 (弾き語り)
bonus trackとして収録。

### 初回限定盤
- [CD]
  - 通常盤に同じ。
- [DVD] 2007年の日比谷野外音楽堂より（ライブ映像）

1. 四月の風
2. 悲しみの果て
3. 風に吹かれて
4. ガストロンジャー